# Озерковка
Озерко́вка (рос. Озерковка, башк. Озерковка) — присілок у складі Стерлітамацького району Башкортостану, Росія. Входить до складу Наумовської сільської ради.
Населення — 28 осіб (2010; 11 в 2002).
Національний склад:
- росіяни — 82%